# 정지선
정지선(鄭志宣, 1972년 10월 20일~)은 현대백화점그룹 회장을 맡고 있는 대한민국의 기업인이다.
현대그룹 창업주 정주영의 차남인 정몽근의 장남이다. 2003년 2월부터 2005년 6월까지 부친인 정몽근 명예회장에게서 네 차례에 걸쳐 현대백화점 지분 17.1%를 넘겨받아 최대주주에 올라섰다. 2007년부터 현대백화점그룹 회장을 맡고 있다.

## 학력
- 경복고등학교 졸업
- 연세대학교 사회학 3년 수료
- 하버드 대학교 스페셜스튜던트 과정 수료

## 경력
- 현대백화점그룹 회장

## 가족
- 조부: 정주영(1915~2001)
- 조모: 변중석(1921~2007) 
  - 백부: 정몽구(1938~)
  - 백모: 이정화(1939~2009)
    - 사촌형: 정의선(1970~)

  - 부: 정몽근(1942~)
  - 모: 우경숙(1951~)
    - 동생: 정교선(1974~)

  - 고모: 정경희(1944~)
  - 숙부: 정몽우(1945~1990)
  - 숙모: 이행자(1945~)
    - 사촌형: 정일선(1970~)
    - 사촌동생: 정문선(1974~)
    - 사촌동생: 정대선(1977~)

  - 숙부: 정몽헌(1948~2003)
  - 숙모: 현정은(1955~)
    - 사촌동생: 정지이(1977~)

  - 숙부: 정몽준(1951~)
  - 숙모: 김영명(1956~)
  - 숙부: 정몽윤(1955~)
  - 숙부: 정몽일(1959~)